# كونغرس ولاية واشنطن
كونغرس ولاية واشنطن (بالإنجليزية: Washington State Legislature)‏ هي الهيئة التشريعية لولاية واشنطن، التي تعقد داخل مقر الولاية في واشنطن، تتكون من المجلس الأعلى  مجلس شيوخ ولاية واشنطن 
الذي يضم 49 مقعداً، والمجلس الأدنى مجلس نواب واشنطن  الذي يضم 98 مقعداً.